# Springbach (Belziger Bach)
Der Springbach ist ein Bach und orographisch linker Zufluss des Belziger Bachs auf der Gemarkung der Stadt Bad Belzig im Landkreis Potsdam-Mittelmark in Brandenburg. Er entspringt auf dem Gelände einer Reha-Klinik, die sich nördlich des Bad Belziger Wohnplatzes Waldsiedlung befindet. Von dort fließt er in östlicher Richtung am Wohnplatz Springbachmühle vorbei. Kurz dahinter entwässert von Süden kommend der Lumpenbach. Der Springbach unterquert die Bundesstraße 102, die von Süden kommend in nördlicher Richtung führt und entwässert kurz darauf in den Belziger Bach.